# Carlos Sancho
Carlos Alberto Sancho es un político argentino perteneciente al Partido Justicialista (PJ) y exgobernador de la Provincia de Santa Cruz. 
Sancho es proveniente de una familia santacruceña de comerciantes dedicados a negocios inmobiliarios. Partidario de Néstor Kirchner, se convirtió en concejal de Río Gallegos en 1999, y más tarde, en 2002, Presidente del Concejo Deliberante. Fue elegido vicegobernador de Sergio Acevedo, por el Frente para la Victoria, en 2003; el líder de aquel partido, Kirchner, se convertiría en Presidente de la Argentina en mayo.
El gobernador Sergio Acevedo renunció en marzo de 2006, en medio de un escándalo con respecto al tratamiento de prisioneros, y Sancho asumió como gobernador el 30 de marzo. El 30 de junio de aquel año, con fiebre, fue trasladado de urgencia a un hospital en Buenos Aires; luego de unas semanas en aquel, regresó a sus funciones como gobernador.
El 10 de mayo de 2007, luego de dos meses de manifestaciones sociales, Sancho renunció. Las huelgas y manifestaciones organizadas por el sindicato provincial de maestros para exigir mejoras salariales, en contrapartida con una violenta represión policial, desgastó su imagen y acabó con el apoyo popular.